# Garonna
Garonna (francouzsky Garonne, okcitánsky, katalánsky a španělsky Garona) je významná francouzská řeka o délce 647 km (včetně 75 km dlouhého ústí Gironde), která pramení v Katalánsku a protéká francouzskými regiony Midi-Pyrénées a Akvitánie. Plocha povodí včetně povodí Dordogne měří 84 811 km², samotné Garonny pak 55 846 km², z čehož připadá 600 km² na Španělsku a 40 km² na Andorru.

## Etymologie jména
V dobách Julia Caesara se název psal latinsky Garumna, slovo se skládá ze základu garr- (skála, kámen) a přípony -unn / -onna (pramen, řeka). Jeho význam by se tak dal přeložit jako kamenitá řeka, nebo bystřina.
V Pyrenejích se Garonně přezdívá era Garona, což v horské gaskonštině znamená řeka.

### Zeměpisné názvy podle řeky
- Departementy — Haute-Garonne, Tarn-et-Garonne a Lot-et-Garonne.
- Kantoty — Meilhan-sur-Garonne, Portet-sur-Garonne a Verdun-sur-Garonne.
- Obce — Gagnac-sur-Garonne, Gensac-sur-Garonne, Portet-sur-Garonne, Roquefort-sur-Garonne, Saint-Julien-sur-Garonne, Salles-sur-Garonne, Verdun-sur-Garonne, Caumont-sur-Garonne, Couthures-sur-Garonne, Fourques-sur-Garonne, Meilhan-sur-Garonne, Sérignac-sur-Garonne, Thouars-sur-Garonne, Lestiac-sur-Garonne, Le Pian-sur-Garonne.

## Průběh toku
Řeka pramení v údolí Arán (Val d'Aran) ve španělských centrálních Pyrenejích několika prameny v nadmořské výšce 800 až 2300 m. Stáčí se na sever, kde po chvíli překračuje francouzské hranice v místě zvaném Pont du Roy u městečka Fos. Než opustí Pyreneje, protéká ještě poutním městem Saint-Bertrand-de-Comminges, kde se její tok stáčí mírně na východ. Na horním toku teče v úzké hluboké dolině a má prudký spád. Pak protéká velkým údolím, Garonskou nížinou a stává se typickou rovinnou řekou s dobře vypracovaným říčním údolím. Směřuje opět na severozápad, kde postupně potká větší města Toulouse, Agen a Bordeaux. Mezi Toulouse a Bordeaux se do Garonny vlévají její největší přítoky Tarn a Lot, tvořící vodní systém Centrálního masívu. U Bordeaux dosahuje šířka řeky 500 m. Za Bordeaux se Garonna společně s Dordogne pozvolna vlévá do Biskajského zálivu v podobě 75 km dlouhého a až 11 km širokého ústí, nazývaného Gironde.

### Důležité přítoky
- Pique
- Ourse
- Neste
- Salat
- Volp
- Arize
- Louge
- Ariège
- Touch
- Save
- Gimone
- Hers-Mort
- Tarn
- Arrats
- Gers
- Baïse
- Lot
- Dropt
- Ciron
- Gat mort
- Devèze
- Jalle de Blanquefort

## Vodní režim
Na horním toku a v okolí Toulouse se hodnota průtoku odvíjí zejména od sněhových srážek a následného jarního tání ve vyšších polohách Pyrenejí. Na dolním toku pak záleží na množství dešťových srážek a objem vody v jednotlivých přítocích, hlavně pak z Centrálního masívu. Průtok se prudce mění v průběhu roku. Maximálního průtoku dosahuje řeka od března do června, kdy dochází k povodním (někdy i katastrofálním). Druhé maximum pak nastává na podzim. Průměrný průtok vody v ústí činí přibližně 680 m³/s, maximální až 8000 m³/s. V Bordeaux dosahuje řeka velké šířky, tudíž se na ní projevuje příliv a odliv. Při silných přílivech může dokonce docházet k výskytu výrazné přílivové vlny.

## Využití

### Vodní doprava
Řeka je splavná od oceánu až do města Langon, přibližně 50 km za Bordeaux. V 19. století byl proto postaven postranní kanál, umožňující plavbu až do Toulouse, kde je napojen na průplav Canal du Midi, spojující Toulouse se Středozemním mořem. Bylo zde také vybudováno několik dalších kanálů (kanál Saint-Martory, kanál Brienne). Ačkoli je řeka významná pro dopravu zboží a materiálu, není splavná pro objemnější lodě, které doplují maximálně do Langonu. Postranní kanál, který odtud vede do Toulouse, je pak určen takřka výhradně pro osobní dopravu. V poslední době byl do Langonu dovezen například materiál pro výrobu Airbusu A380 v Toulouse, centru leteckého průmyslu. Pro tuto příležitost byla zkonstruovaná speciální loď, nazvaná Ville de Bordeaux.

### Energetika
Úsek mezi Pyrenejemi a Toulouse je často využíván pro výstavbu vodních elektráren. Kromě toho se na březích řeky nachází dvě jaderné elektrárny — Blayais a Golfech.

### Významná města na řece
- Val d'Aran (Španělsko): Vielha
- Haute-Garonne: Saint-Gaudens, Muret, Toulouse
- Tarn-et-Garonne: Castelsarrasin
- Lot-et-Garonne: Agen, Marmande
- Gironde: Langon, Bordeaux, Blaye, Le Verdon-sur-Mer
- Charente-Maritime: Royan

## Fauna

### Ryby
Mezi nejčastější ryby Garonny se řadí například losos, pstruh, nebo placka, pro jejichž migraci byly zbudovány speciální rybí přechody kolem vodních elektráren v obcích Golfech, Toulouse a Carbonne.